# 中悅建設
中悅建設機構（英語：ChungYuet Group），通稱中悅建設、中悅機構或中悅集團，是發源於桃園市蘆竹區的高級住宅建設公司，該機構獨創古典石雕豪宅建築並多年蟬連臺灣十大建商之列。

## 概要
中悅機構創辦人李兩平原為裝潢木工，1988年與謝孟勳合夥在中壢區成立「浩群建設」，1993年更名為「中悅機構」，1996年開始在南崁推案。中悅委託中國泉州籍技師製造加工石材並參考歐洲古典建築風格，於1998年轉型將所推建案的室內羽球場、壁球場天花板與牆面點綴以高檔壁纸或金箔形塑其獨特性。2008年榮獲桃園縣桃花源建築獎優質獎。2009年於中正藝文特區推出建案「中悅一品」，為桃竹苗地區第一高樓。
2017年跨足餐飲業，由李兩平夫人張芳升相繼打造三個品牌，包括以私廚及外燴為主的「悦餐廳」、融合台日法料理的餐酒館「悦亨樓」以及專攻VVIP不對外開放的頂級料理「悦未央」。2021年8月，悅亨樓結束營業。
2022年，中悦集團將總部遷址至新莊副都心，並將設計風格跳脫以往更改為全新風格。

## 外部連結
- 中悅建設企業網站 （页面存档备份，存于）